# Med strahom in dolžnostjo (film)
Med strahom in dolžnostjo je slovenski vojni dramski film iz leta 1975 v režiji in po scenariju Vojka Duletiča, posnet po istoimenskem romanu Karla Grabeljška. Zakonca Kozlevčar živita na samotni kmetiji v času druge svetovne vojne. Na kmetijo vkorakajo Italijani, nato še belogardisti, četniki, domobranci in Nemci, obenem ju obiskujejo tudi partizani, vseeno pa ostaneta nevtralna. Leta 1976 je Duletič prejel Nagrado Prešernovega sklada za režijsko kreacijo filma.

## Igralci
- Boris Juh kot g. Kozlevčar
- Marjeta Gregorač kot ga. Kozlevčar
- Ivan Jezernik
- Angelca Hlebce
- Demeter Bitenc
- Dare Valič